# Donald L. Coburn
Donald L. Coburn (Baltimora, 4 agosto 1938) è un drammaturgo e pubblicitario statunitense.

## Biografia
Dopo aver servito in marina tra il 1958 e il 1960, Coburn ha fondato un'agenzia pubblicitaria nel 1965 e ne è stato il proprietario fino al 1968. Dal 1968 al 1971 ha lavorato come pubblicitario presso la Stanford Advertising Agency di Dallas, mentre tra il 1973 e il 1976 è stato un consulente marketing. 
Alla sua carriera da pubblicitario ha affiancato una carriera teatrale come coreografo e drammaturgo, vincendo nel 1978 il Premio Pulitzer per la drammaturgia per The Gin Game, la sua prima opera teatrale.
È stato sposato dal 1964 al 1972 con Nazle Joyce French e dal 1975 con  Marsha Woodruff.